# Гужово (Псковская область)
Гужово — деревня в Опочецком районе Псковской области России. Входит в состав Звонской волости.
Расположена на правом берегу реки Великая, в 22 км к югу от города Опочка и в 10 км к юго-западу от деревни Лобово.
Численность населения по состоянию на 2000 год составляла 14 человек, на 2012 год — 14 человек.
До 2005 года деревня входила в состав ныне упразднённой Лобовской волости с центром в д. Лобово.